# Airbus A300-600ST Beluga

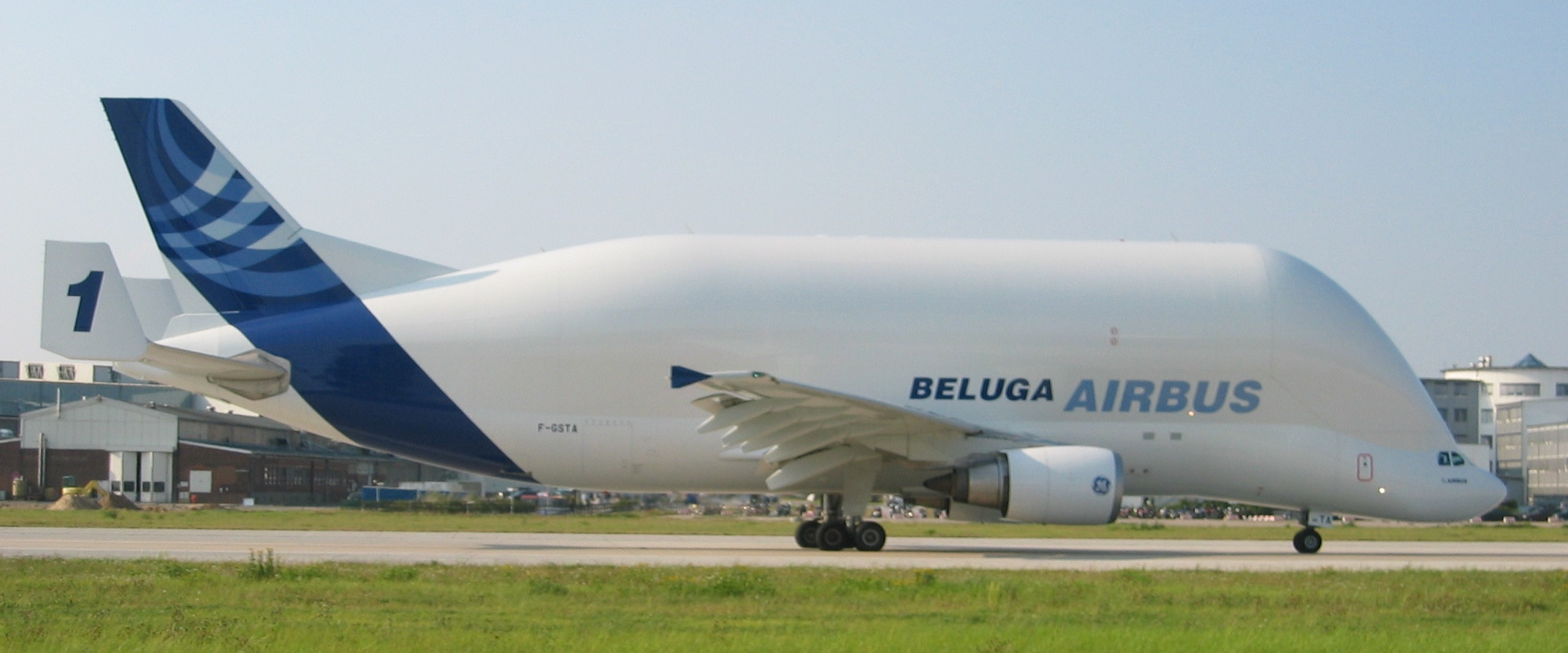
Airbus A300-600ST Beluga

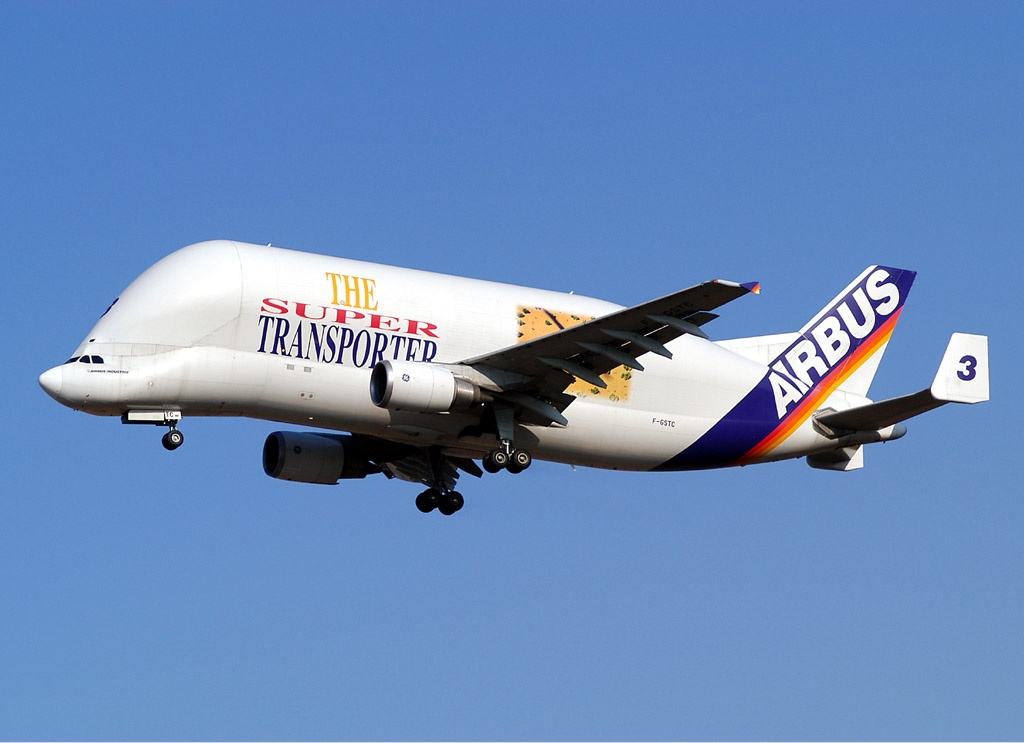
Tijdens de vlucht

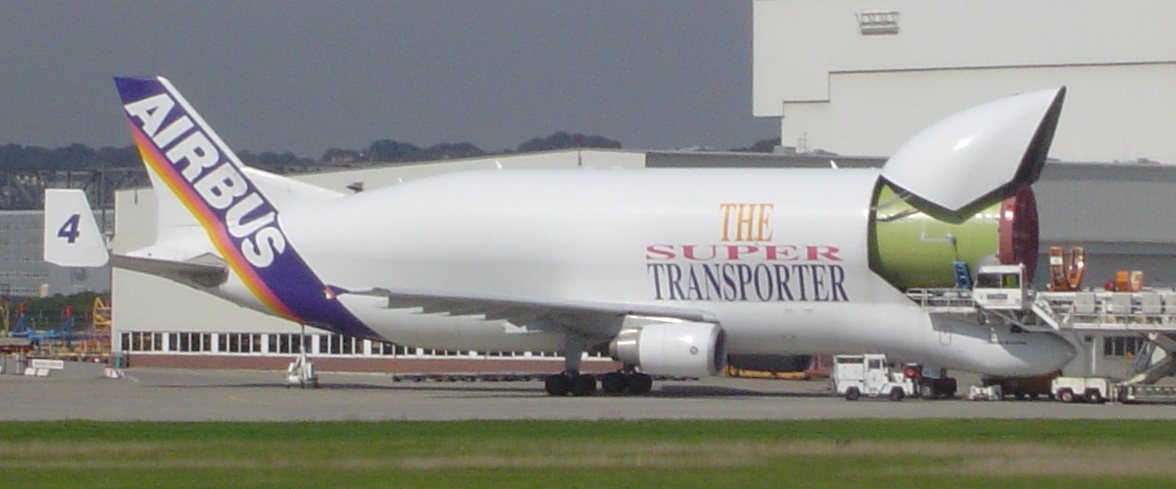
Met open laaddeur

De Airbus A300-600ST Beluga is een speciaal type vrachtvliegtuig voor volumineuze vracht. Dit toestel is de opvolger van Aero Spacelines' Super Guppy. De naam is afgeleid van de witte dolfijn, die ook wel beloega wordt genoemd. De Beluga wordt door Airbus gebruikt voor transport van goederen en onderdelen tussen de verschillende vestigingen van het bedrijf, bijvoorbeeld tussen Hamburg en Toulouse.
De Beluga is een speciale versie van een Airbus A300-600, en is eveneens een tweemotorig straalvliegtuig. Aan beide staartvinnen zijn verticale stabilisatoren bevestigd. De cockpit is wat verlaagd ten opzichte van de gewone versie van een Airbus A300, en de romp is fors verhoogd. Boven de cockpit bevindt zich de laaddeur. Het laadruim is 1400 m3 groot, en kan een complete romp voor een Airbus A310 bevatten, of een deel van de romp van een groter vliegtuig, of vleugeldelen. Volledig beladen en volgetankt kan een Beluga 1700 kilometer vliegen.
Er zijn vijf Beluga's gebouwd. Het toestel is niet te koop, en kan niet worden geleased. Incidenteel wordt het verhuurd voor bijzondere transporten.

## Opvolger
Vanaf 2018 wordt de Belugavloot aangevuld met de grotere A330-743L oftewel de BelugaXL die op de Airbus A330-200 is gebaseerd. De eerste vloog op 19 juli 2018. Er werden vijf BelugaXL's gebouwd.